# Conflictos luso-marroquíes
Los conflictos marroquí-portugueses se refieren a una serie de batallas entre Marruecos y Portugal a lo largo de la historia, incluida la Batalla de Tánger, la Caída de Agadir y otras batallas y asedios en la costa marroquí.
El primer conflicto militar, el 21 de agosto de 1415, se produjo con un asalto sorpresa a Ceuta por parte de 45.000 soldados portugueses que viajaban en 200 barcos. Posteriormente fue seguido por el Sitio de Ceuta en 1419. Estos acontecimientos marcaron el comienzo de la decadencia del Sultanato benimerín y el inicio del Imperio portugués.
La batalla principal, la batalla de Alcazarquivir librada en Alcazarquivir el 4 de agosto de 1578, fue un catalizador de la crisis de sucesión portuguesa de 1580. Esto resultó en una unión dinástica entre el Reino de Portugal y el Reino de España.
Los conflictos terminaron cuando Portugal perdió Mazagán (El Jadida) en 1769 ante el sultán alauita Mohammed ben Abdallah.

## Expansión portuguesa (1415-1515)
Portugal comenzó a ocupar partes de la costa de Marroquí en 1415 con la conquista de Ceuta, que fue sitiada sin éxito tres años después por los marroquíes. Luego, bajo Alfonso V de Portugal, Portugal conquistó Alcácer-Ceguer en 1458, Arcila en 1471 y Tánger, que fue ganada y perdida varias veces entre 1460 y 1464. Estos logros le valieron al Rey el apodo del Africano.
Portugal y España habían aprobado un acuerdo en 1496 en el que establecían efectivamente sus zonas de influencia en la costa norteafricana : España sólo podía ocupar territorio al este del Peñón de Vélez de la Gomera. Esta restricción sólo terminaría con la unión dinástica de las coronas portuguesa y española bajo Felipe II tras la batalla de Alcazarquivir de 1578, cuando España comenzó a tomar medidas directas en Marruecos, como en la ocupación de Larache en 1610.
En total, está documentado que los portugueses se apoderaron de seis ciudades marroquíes y construyeron seis fortalezas independientes en la costa atlántica marroquí, entre el río Lucus en el norte y el río Sus en el sur.
Las seis ciudades fueron: Ceuta (1415-1668), Alcazarseguir(1458-1549), Tánger (1471-1661), Arcila (1471-1550), Safí (1488-1541) y Azamor (1513-1541).

## Reconquista marroquí (1541-1769)

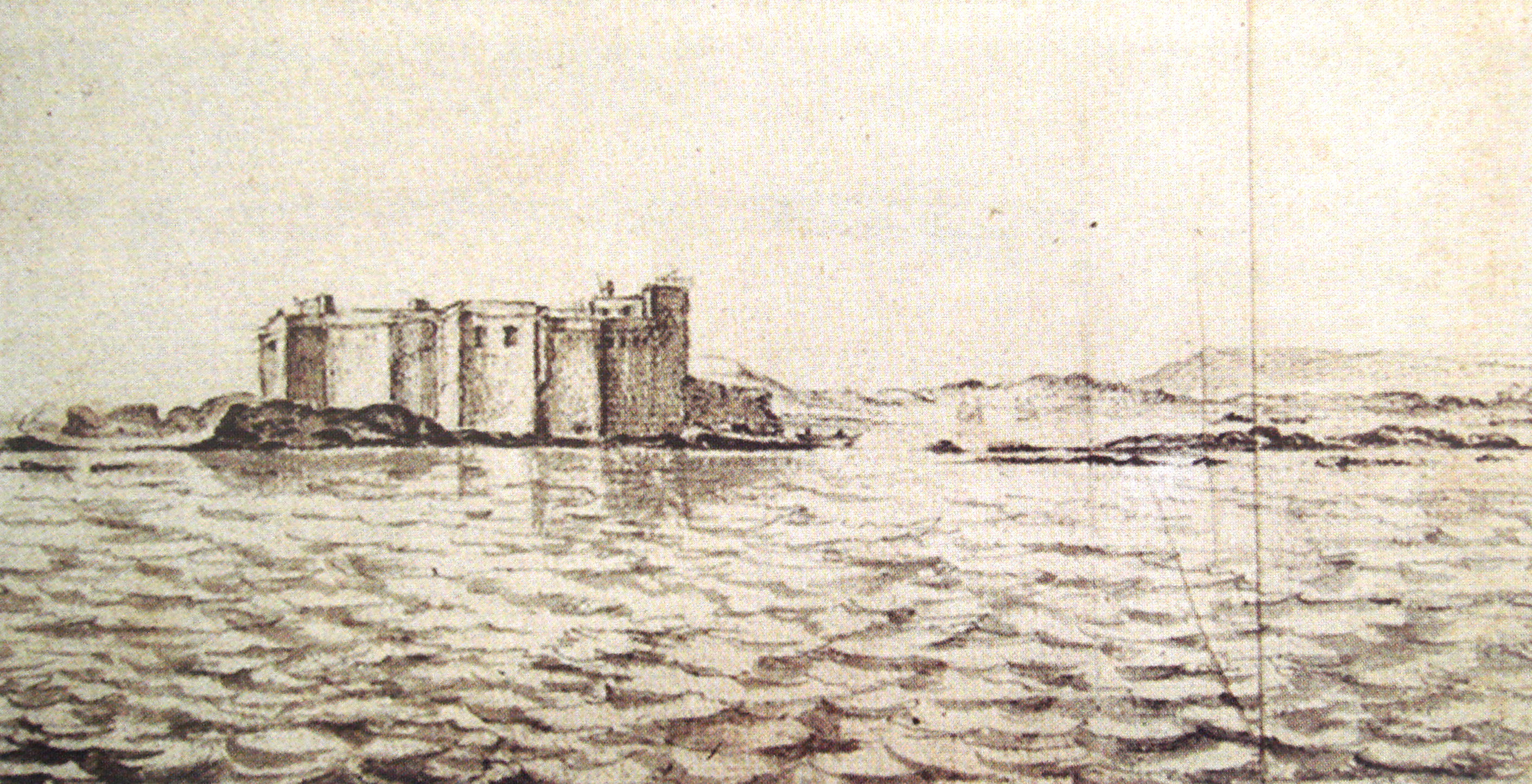
Castelo Real de Esauira, de Adriaen Matham, 1641.

De las seis fortalezas independientes, cuatro sólo tuvieron una corta duración: Graciosa (1489), São João da Mamora (1515), Castelo Real de Mogador (1506-10) y Aguz (1520-25). Dos de ellos se convirtieron en asentamientos urbanos permanentes: Santa Cruz do Cabo de Gué (Agadir), fundada en 1505-06, y Mazagan (El Yadida), fundada en 1514-17.
Los portugueses tuvieron que abandonar la mayor parte de sus asentamientos entre 1541 y 1550 ( Safi y Azamor en 1541, Alcácer-Ceguer en 1549 y Arzila en 1550) tras las ofensivas del sultán saadí Mohammed ash-Sheikh, en particular la caída de Agadir en 1541. y la toma de Fez en 1549. Sin embargo, consiguieron conservar las bases de Ceuta, Tánger y Mazagan.
La batalla de Alcazarseguir en 1578 fue una pérdida aplastante, ya que el rey portugués Sebastián murió en el encuentro y su ejército fue eliminado por las fuerzas marroquíes.
Tánger fue cedida al rey Carlos II en 1661 para alentar a Inglaterra a apoyar a Portugal en la Guerra de Restauración portuguesa, y Ceuta fue entregada a España en 1668 mediante el Tratado de Lisboa, que reconocía a la Casa de Braganza como la nueva dinastía gobernante de Portugal y su gobierno. sobre las restantes colonias de ultramar de Portugal. Estos acontecimientos esencialmente pusieron fin a la participación directa de Portugal en Marruecos. Los portugueses evacuaron Mazagan en 1769, su última posesión, bajo la presión del sultán alauita Mohammed ben Abdallah.

## Secuelas
Cinco años después de la reconquista de El Yadida, en 1774, los Gobiernos de Marruecos y Portugal concluyeron un Acuerdo de Paz y Amistad, uno de los acuerdos bilaterales más antiguos de ambas naciones.